# 磐田バイパス
磐田バイパス（いわたバイパス）は、静岡県磐田市中心部を迂回し、磐田市街地を抜ける国道1号バイパス。

## 概要

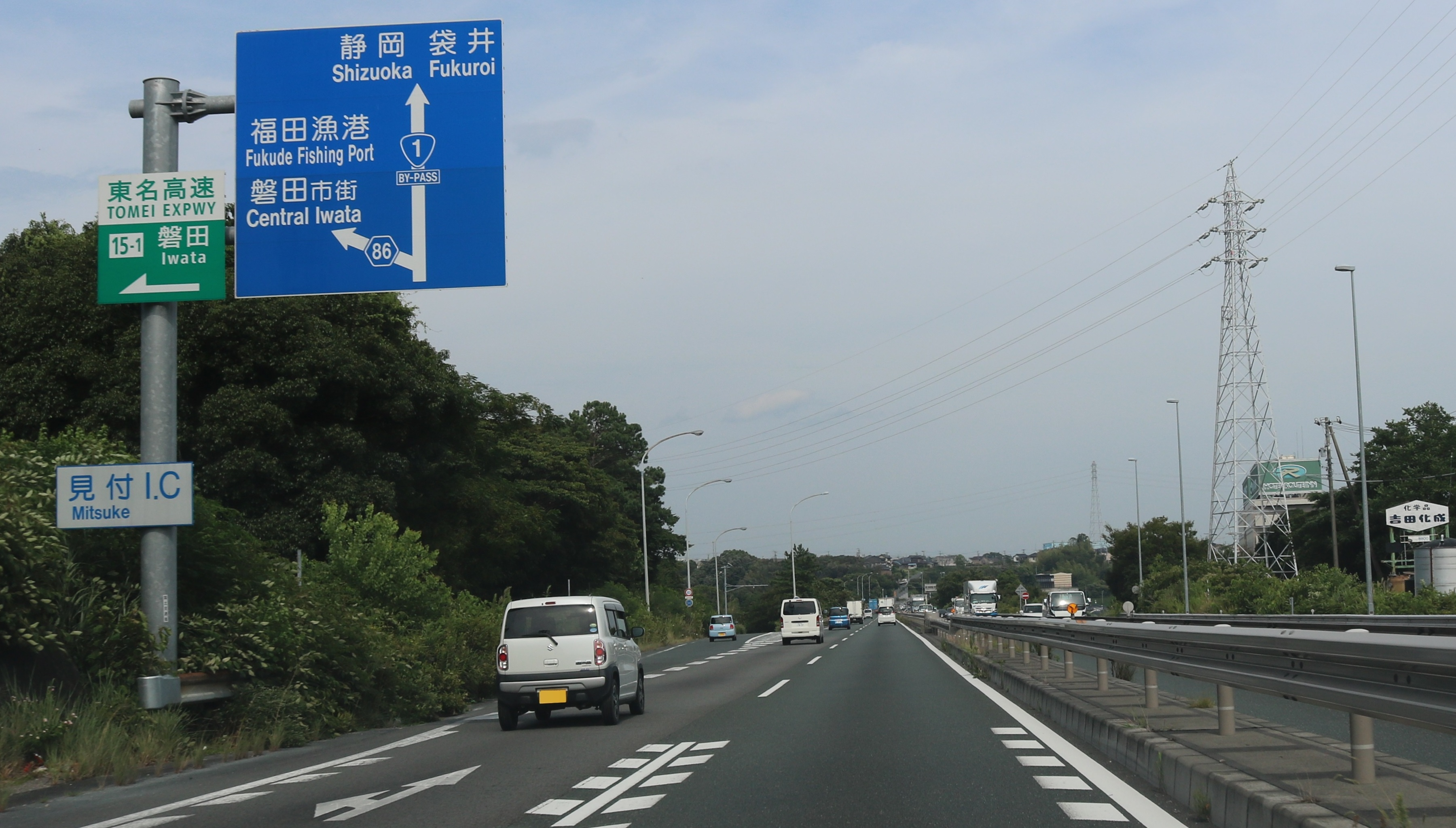
磐田バイパスの見付インターチェンジ、磐田市見付にて

信号機が全くないバイパスである。歩行者、自転車は通行禁止だが、自動車専用道路ではないので、50 cc以下の原付は通行可能。
- 起点 : 静岡県磐田市岩井
- 終点 : 静岡県磐田市小立野
- 総延長 : 6.6 km
- 車線数 : 4車線

## 歴史
- 1981年（昭和56年）3月24日 : 暫定2車線で全線開通。
- 1999年（平成11年）4月1日 - 夜間（22時 - 翌6時）無料化（藤枝バイパス・掛川バイパス・浜名バイパスと同時）[注釈 1]。
- 2005年（平成17年）3月30日22時 : 国土交通省が日本道路公団から当バイパスを買い取る（国と静岡県が費用を負担）ことによって、前述の3バイパスと同時に無料開放。
- 2008年（平成20年）3月24日 : 森岡IC - 小立野IC間4車線化。
- 2012年（平成24年）
  - 3月15日-3月20日 : 下り線 岩井IC → 森岡IC間 順次片側2車線化。
  - 10月31日 : 上り線 森岡IC - 豊田東IC間 片側2車線化。
  - 11月27日 : 上り線 豊田東IC - 岩井IC間 片側2車線化。
  - 12月20日 : 下り線三ヶ野IC - 岩井IC間 片側2車線化。
- 2013年（平成25年）3月28日 : 上り線 岩井IC - 三ヶ野IC間 2車線化、これで当バイパスの全線4車線化は完了した事となった。
- 2015年（平成27年）4月1日：当バイパスの全区間が国道1号の本線に指定され、並行している現道は静岡県道413号磐田袋井線に指定変更。（これまでの袋井市国本〜磐田市三ヶ野が同市小立野まで延伸する）

## 接続するバイパスの位置関係
（東京方面）袋井バイパス - 磐田バイパス - 浜松バイパス（大阪方面）

## インターチェンジなど
| 施設名                                | 接続路線名                                            | 備考                                 | 所在地 |
| ------------------------------------- | ----------------------------------------------------- | ------------------------------------ | ------ |
| 国道1号（袋井バイパス）静岡・沼津方面 |                                                       |                                      |        |
| 三ヶ野IC                              | 静岡県道413号磐田袋井線                               | 浜松方面出入口、静岡方面出口         | 磐田市 |
| 岩井IC                                |                                                       | 浜松・静岡方面出入口                 | 磐田市 |
| 磐田PA/TB                             | -                                                     | 2005年3月30日閉鎖                    | 磐田市 |
| 見付IC                                | 静岡県道86号磐田インター線、E1 東名高速道路（磐田IC） | 浜松・静岡方面出入口                 | 磐田市 |
| 豊田東IC                              | 静岡県道44号磐田天竜線                                | 浜松・静岡方面出入口                 | 磐田市 |
| 加茂IC                                |                                                       | 静岡方面のみ接続                     | 磐田市 |
| 森岡IC                                |                                                       | 浜松・静岡方面出入口                 | 磐田市 |
| 小立野IC                              | 静岡県道413号磐田袋井線、静岡県道262号豊田竜洋線      | 浜松方面（浜松バイパス）のみの出入口 | 磐田市 |
| 国道1号（浜松バイパス）浜松・豊橋方面 |                                                       |                                      |        |

## 主なトンネルと橋
橋一覧
- 海道原橋（岩井IC）：25.0 m
- 中川上橋（岩井IC - 見付IC）【中川】：68.0 m
- 東美登里橋（見付IC）【静岡県道86号】：19.8 m
- 西美登里橋（見付IC - 豊田東IC）：13.5 m
- 豊田東IC橋（豊田東IC）【静岡県道44号】：34.3 m
- 宝橋（豊田東IC - 加茂IC）：14.9 m
- 山根高架橋（豊田東IC - 加茂IC）：128.7 m
- 川原橋（加茂IC）：21.7 m
- 豊田排水橋（加茂IC - 森岡IC）：21.7 m
- 加茂河原高架橋（加茂IC - 森岡IC）：87.3 m
- 前野橋（加茂IC - 森岡IC）：20.9 m
- 森岡IC橋（森岡IC）：31.9 m
- 森岡橋（森岡IC - 小立野IC）：12.4 m
- 東浦橋（森岡IC - 小立野IC）：17.6 m
- 小立野橋（森岡IC - 小立野IC）：21.7 m
- 豊田高架橋（小立野IC）【静岡県道262号】：151.4 m

## 問題点と解決法・効果
このバイパスは、もともと磐田市中心部に走っている現道（現在の静岡県道413号磐田袋井線）の慢性的な渋滞を緩和させる目的で作られた。しかし、有料時代から下り線においては新天竜川橋を先頭とした慢性的な渋滞が発生し、長年の課題となっていた。そこで、渋滞解消に向けて1990年代後半に、新天拡幅事業の計画を立ち上げ、新天竜川橋新設工事と、新天竜川橋周辺の拡幅工事が行われた。
しかし、先述の計画を遂行している最中の2005年3月30日に無料開放したことで、さらに交通量が激増し、飽和状態となった。そして、新天竜川橋近辺以外にも起点の三ヶ野IC付近及び豊田東IC - 見付IC間が時間帯を問わず渋滞が多発する箇所となり、特に後者はラジオの交通情報でほぼ毎回取り上げられていた。また、これらの近辺では交通事故が増え、通行止めにされる事も度々あった。
このような中、2008年3月に国道1号新天竜川橋拡幅事業がほぼ完了した事、および、磐田市をはじめとする周辺自治体や道路利用者の要望もあり、2008年度（平成20年度）に、全線4車線化が新規事業として採択された。全体事業費53億円、開通から32年後の2013年（平成25年）3月に事業完了した。
全線4車線事業完了後は磐田バイパス自体の渋滞はほぼ解消されたが、下り線の豊田東IC以西では新天竜川橋から西へ繋がる国道152号宮竹交差点や北島交差点（所謂「和田自動車街通り」）を先頭とした渋滞の影響で流れが滞りやすくなっている。上り線では森岡IC - 豊田東IC間に上り勾配があり、速度低下が起こりやすくなっている。そのため、国土交通省中部地方整備局浜松河川国道事務所は立て看板を設置してより注意を喚起している。4車線化以降、通過する車両も走行速度が上がり、80 ㎞から100 ㎞近く、又はそれを大きく超える速度で走る車両が増え、各インターチェンジの下で頻繁に磐田警察署が白バイや覆面パトカーでの交通違反の取り締まりをしている。
無料化前は料金所のある見付IC - 岩井IC間を避けるために、バイパスの側道を走る車が多かった。隣の袋井バイパスとは異なり、山を切り開いて造られたバイパスであるため、側道が狭く険しいが、一方通行のため対向車が来ることはなかったが、静岡県道277号磐田山梨線交点以東は一方通行が解除され、上り・下り共にバイパス南側の側道を通行するため、すれ違いがかなり困難であった。無料化によりその問題点が解消された。なお見付IC - 岩井IC間の側道は、上記の通り幅員が狭く険しいため、大型貨物自動車及び大型特殊自動車の通行は禁止である。